# 불가리아 공주 마리야 루이자
불가리아 공주 마리야 루이자(불가리아어: Княгиня Мария Луиза Българска, 1933년 1월 19일 ~ )는 마리야 루이자 보리소바 작센코부르크고타(Marie Louise Borisova Saxe-Coburg-Gotha)라고도 알려진 그녀는 차르 보리스 3세와 차리나 이탈리아 공주 조반나의 딸이자 불가리아의 시메온 2세의 누나이다. 그녀의 어머니가 그녀의 아이들을 가톨릭 신자로 기르겠다고 약속했기 때문에 불가리아 정교회에서 그녀의 세례는 당시 논란을 일으켰다. 그녀의 남동생 시메온 2세에 의해 하원법이 절대적인 선대로 바뀐 후, 마리야 루이자 공주는 작센코부르크고타코하리 가문의 수장이 되었다.